# So (album)
So este al cincilea album de studio al muzicianului rock britanic Peter Gabriel, lansat în 1986. O parte din cântecele de pe album sunt mai accesibile, devenind ulterior hituri pe posturile de radio iar pe celelalte se regăsește stilul întunecat, experimental caracteristic lui Gabriel pe precedentele sale discuri. 
Este al doilea album al lui Gabriel produs de artistul canadian Daniel Lanois. Cu un an în urmă cei doi mai colaboraseră la Birdy. Înainte de colaborarea cu Peter Gabriel, Lanois lucrase cu Brian Eno la unele materiale de muzică ambientală dar era și producătorul celor de la U2 din 1984. 

## Tracklist
1. "Red Rain" (5:39)
2. "Sledgehammer" (5:12)
3. "Don't Give Up" (6:33)
4. "That Voice Again" (Gabriel, David Rhodes) (4:53)
5. "In Your Eyes" (5:27)
6. "Mercy Street" (6:22)
7. "Big Time" (4:28)
8. "We Do What We're Told (Milgram's 37)" (3:22)

- Toate cântecele au fost scrise de Peter Gabriel cu excepția celor notate.

## Single-uri
- "In Your Eyes" (1986)
- "Red Rain" (1986/1987)
- "Sledgehammer" (1986)
- "That Voice Again" (1986)
- "Don't Give Up" (1986/1987)
- "Big Time" (1986/1987)

1. ↑   https://www.metrolyrics.com/peter-gabriel-albums-list.html Lipsește sau este vid: |title= (ajutor)